# Altınözü
Altınözü est une ville et un district de la province de Hatay dans la région méditerranéenne en Turquie.

## Géographie
Altınözü se trouve sur le plateau fertile de Kuseyr dominant la ville d'Antakya. Y est principalement et majoritairement cultivée l'olive (constituant une grande zone d'oléiculture dans cette partie de la Turquie).
Par sa fertilité, on trouve également figuiers, grenadiers, noyers, mûriers, pommiers, abricotiers et de nombreux autres arbres fruitiers. On notera que les céréales s'y sentent très bien. Naturellement, on assiste à l'accroissement d'un maquis de type méditerannéen très diversifié et à la pousse de platanes, saules, chênes, pins d'Alep, etc.
Le district tire son eau du réservoir de Yarseli.
Altınözü est situé près d'Antakya au nord-ouest, de Yayladağı au sud, et de la Syrie tant au sud qu'à l'est.

## Histoire
L'histoire d'Altınözü est extrêmement mal connue. On peut cependant se douter que par sa situation géographique, loin d'être pauvre, son histoire pourrait être riche. Aucune publication universitaire n'existe sur l'histoire ou le patrimoine au sens où on pourrait l'entendre n'existe. Ce qui est regrettable.
L'actuelle région d'Altinozu fait partie du territoire civique d'une cité majeure de l'Antiquité comparable à Rome, Constantinople ou Alexandrie: Antioche. Le faubourg de Daphné, Géphyra, Seleucia ad Belum, et de nombreuses autres cités actives durant les périodes séleucides, romaines et byzantines sont à la portée d'Altinozü.
Cependant et à notre connaissance aucune cité antique ne semble avoir existé dans l'intérieure de l'actuelle région d'Altinozü. On peut se laisser croire que durant l'Antiquité, cette région a servi de "grenier à blé" et de zone agricole intensive pour pourvoir les besoins d'Antioche, peuplée plusieurs fois dans son histoire de plus de 500.000 âmes.
Aujourd'hui encore, on peut admirer dans de très nombreuses localités [d'Altinozü] l'abondance des céramiques, présentes dans un nombre incalculable de terrains, aujourd'hui, peut être comme hier, plantés d'oliviers. Qu'il s'agisse du village de Yunushanı, d'Hanyolu, de Senkoy ou de Kozkale, on y rencontre également de très nombreuses tombes rupestres témoignants de la démographie et de la richesse des habitants durant l'époque romaine et byzantine. 
Témoignant parmi d'autres éléments, la continuité de l'occupation humaine d'Altinozu, une grande variété de monnaies y sont fréquemment trouvées; romaines, byzantines, omeyyade, franques, etc. (Des pipes ottomanes, et principalement des modèles en pâte rouge, y aurait également été récoltées).
Malheureusement, ces informations sont difficiles à vérifier et à prouver en raison de l'absence de fouilles scientifiques.
[suite à venir prochainement]
Au début du XIIe siècle, les croisés y construisent le château de Cursat, dépendant de la principauté d'Antioche.
_____________________________________________________________________
Au cours de la réforme agraire d'Abdülhamid II , Altınözü était lié à Alep.
Après la Première Guerre mondiale, jusqu'à l'accord d'Ankara de 1921 signé entre les Français et la Turquie , la France a pris possession d'Altınözü pendant 3 ans. Avec l'annexion du Hatay par la Turquie, cette situation a pris fin. Après avoir été déclaré dans le Hatay, Altinözü est devenu l'un des 9 districts en 1945 sous le nom de Altınözü.

## Festival
Un festival se déroule à Altınözü durant la saison des olives, vers le mois de novembre.

## Population
| Année | Population d'Altınözü | Population des Hommes | Population des Femmes |
| ----- | --------------------- | --------------------- | --------------------- |
| 2017  | 60.603                | 30.864                | 29.739                |
| 2016  | 60.554                | 30.776                | 29.778                |
| 2015  | 60.743                | 30.842                | 29.901                |
| 2014  | 61.341                | 31.192                | 30.149                |
| 2013  | 61.882                | 31.452                | 30.430                |
| 2012  | 59.169                | 29.920                | 29.249                |
| 2011  | 60.198                | 30.337                | 29.861                |
| 2010  | 60.591                | 30.217                | 30.374                |
| 2009  | 62.256                | 31.178                | 31.078                |
| 2008  | 63.117                | 31.520                | 31.597                |
| 2007  | 61.323                | 30.446                | 30.877                |

## Villages
Les principaux villages d'Altınözü sont : Hanyolu , Akamber , Babatorun ou encore Yunushanı
Sarilar et tokaçli sont deux villages chrétiens orthodoxes.
Akdari et akamber sont eux de la communauté ancienne des Alaouites.

## Population des Quartiers d'Altinozü

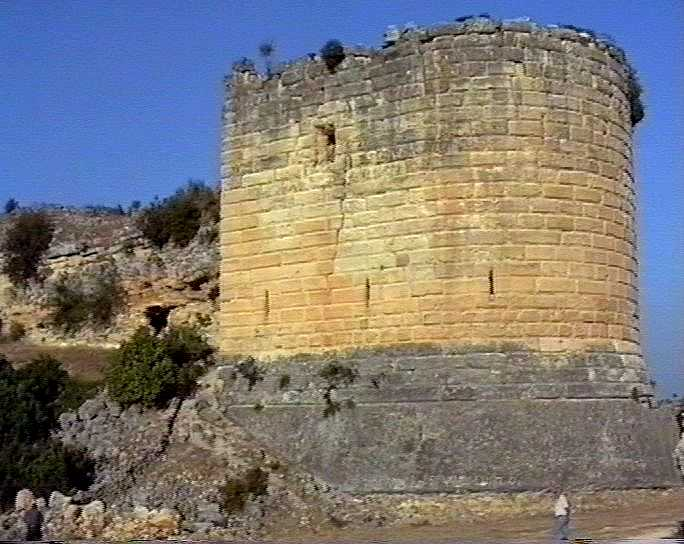
Le château de Cursat

| Année | Ville    | Nom des quartiers    | Population des Quartiers |
| ----- | -------- | -------------------- | ------------------------ |
| 2017  | Altınözü | Tepehan Mah.         | 3.916                    |
| 2017  | Altınözü | Keskincik Mah.       | 3.910                    |
| 2017  | Altınözü | Yenişehir Mah.       | 3.012                    |
| 2017  | Altınözü | Altınkaya Mah.       | 2.961                    |
| 2017  | Altınözü | Mayadalı Mah.        | 2.684                    |
| 2017  | Altınözü | Fatikli Mah.         | 2.491                    |
| 2017  | Altınözü | Toprakhisar Mah.     | 2.369                    |
| 2017  | Altınözü | Hacıpaşa Mah.        | 2.254                    |
| 2017  | Altınözü | Sofular Mah.         | 2.235                    |
| 2017  | Altınözü | Çetenli Mah.         | 2.225                    |
| 2017  | Altınözü | Yarseli Mah.         | 2.174                    |
| 2017  | Altınözü | Boynuyoğun Mah.      | 1.943                    |
| 2017  | Altınözü | Kıyıgören Mah.       | 1.887                    |
| 2017  | Altınözü | Büyükburç Mah.       | 1.886                    |
| 2017  | Altınözü | Yolağzı Mah.         | 1.687                    |
| 2017  | Altınözü | Sarılar Mah.         | 1.467                    |
| 2017  | Altınözü | Babatorun Mah.       | 1.362                    |
| 2017  | Altınözü | Enek Mah.            | 1.305                    |
| 2017  | Altınözü | Karbeyaz Mah.        | 1.256                    |
| 2017  | Altınözü | Sivrikavak Mah.      | 1.117                    |
| 2017  | Altınözü | Kozkalesi Mah.       | 1.102                    |
| 2017  | Altınözü | Karsu Mah.           | 1.091                    |
| 2017  | Altınözü | Yunushanı Mah.       | 1.045                    |
| 2017  | Altınözü | Hanyolu Mah.         | 989                      |
| 2017  | Altınözü | Ziyaret Mah.         | 928                      |
| 2017  | Altınözü | Sarıbük Mah.         | 925                      |
| 2017  | Altınözü | Kamberli Mah.        | 921                      |
| 2017  | Altınözü | Kazancık Mah.        | 897                      |
| 2017  | Altınözü | Alakent Mah.         | 865                      |
| 2017  | Altınözü | Oymaklı Mah.         | 863                      |
| 2017  | Altınözü | Kansu Mah.           | 855                      |
| 2017  | Altınözü | Tokdemir Mah.        | 803                      |
| 2017  | Altınözü | Seferli Mah.         | 653                      |
| 2017  | Altınözü | Atayurdu Mah.        | 613                      |
| 2017  | Altınözü | Avuttepe Mah.        | 574                      |
| 2017  | Altınözü | Tokaçlı Mah.         | 522                      |
| 2017  | Altınözü | Kılıçtutan Mah.      | 371                      |
| 2017  | Altınözü | Türkmenmezraası Mah. | 365                      |
| 2017  | Altınözü | Akdarı Mah.          | 327                      |
| 2017  | Altınözü | Yenihisar Mah.       | 294                      |
| 2017  | Altınözü | Yanıkpınar Mah.      | 289                      |
| 2017  | Altınözü | Erbaşı Mah.          | 262                      |
| 2017  | Altınözü | Dokuzdal Mah.        | 248                      |
| 2017  | Altınözü | Kurtmezraası Mah.    | 226                      |
| 2017  | Altınözü | Akamber Mah.         | 162                      |
| 2017  | Altınözü | Kolcular Mah.        | 110                      |
| 2017  | Altınözü | Gözecik Mah.         | 87                       |
| 2017  | Altınözü | Günvuran Mah.        | 75                       |

Histoire :

Anciennement appelé plateau du Kuseyir le nom d'Altinozu est plus récent.

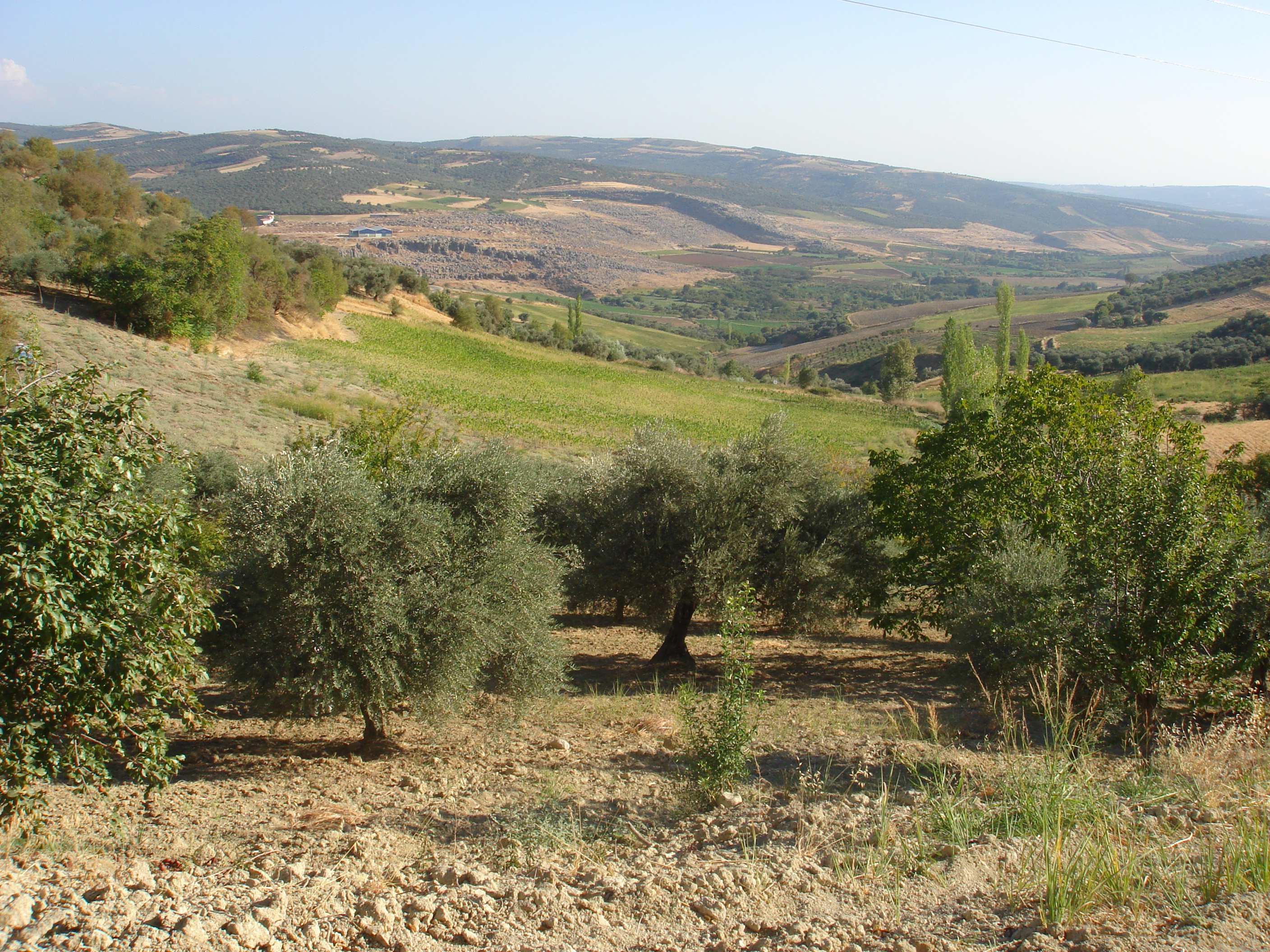